# Gattico
Gattico est une commune italienne de la province de Novare dans la région Piémont en Italie.

## Administration
| Période                                  | Période | Identité | Étiquette | Qualité |
| ---------------------------------------- | ------- | -------- | --------- | ------- |
|                                          |         |          |           |         |
| Les données manquantes sont à compléter. |         |          |           |         |

### Hameaux
Maggiate Superiore, Maggiate Inferiore

### Communes limitrophes
Borgomanero, Comignago, Invorio, Oleggio Castello, Paruzzaro, Veruno